# Факултет ветеринарске медицине Универзитета у Београду
Факултет ветеринарске медицине у Београду, раније Ветеринарски факултет, основан је 1936. године. Прво предавање је одржано 26. октобра, а у први семестар је уписано 145 студената. Зграда је завршена 1948, други спрат је дограђиван 1950/51, тада је иза зграде подигнут и Институт за заразе.
Факултет је данас израстао у високошколску и научну организацију са 290 запослених, од којих су преко 150 наставници и сарадници. На Факултету данас студира 1249 редовних студената и 108 последипломаца. У току протеклих година на Факултету је дипломирало 6230 студената, магистарске студије је завршило 295, а специјалистичке студије 826 дипломираних ветеринара и стручњака сродних струка. Велики број стручњака је прошао кроз индивидуално усавршавање а још већи завршио краће или дуже курсеве и семинаре за иновацију знања. Докторске дисертације је одбранило 546 дипломираних стручњака. Пет професора Факултета ветеринарске медицине су постали чланови Српске академије наука и уметности.
За изванредне заслуге и успехе постигнуте у образовању стручног и научног кадра и значајан допринос развоју и унапређивању ветеринарске делатности Председништво СФРЈ одликовало је Ветеринарски факултет новембра 1981. године Орденом заслуге за народ са златном звездом (Указ Председништва СФРЈ бр.107 од 26. XI 1981. године).
Факултет је променио назив 1998. године, до тада је званични назив био Ветеринарски факултет, при чему су основне студије организоване у склопу два одсека: ветеринарска медицина и хигијена и технологија намирница анималног порекла. Новим наставним планом и програмом из 1998. укинут је одсек за хигијену и технологију намирница анималног порекла и самим тим промењен назив факултета у складу са називом студијског програма.
Катедра за анатомију поседује богату збирку експоната.

## Катедре
Организацијом и реализацијом наставе, али и другим активностима - научно-истраживачким и стручним радом, баве се катедре. 
На факултету постоје следеће катедре:
- Катедра за општеобразовне предмете
- Катедра за биологију
- Катедра за анатомију
- Катедра за хистологију и ембриологију
- Катедра за физиологију и биохемију
- Катедра за сточарство и генетику
- Катедра за исхрану и ботанику
- Катедра за зоохигијену
- Катедра за економику и статистику
- Катедра за микробиологију и имунологију
- Катедра за паразитологију
- Катедра за патолошку физиологију
- Катедра за патолошку морфологију
- Катедра за фармакологију и токсикологију
- Катедра за паразитологију
- Катедра за болести копитара, месоједа, живине и дивљачи
- Катедра за болести папкара
- Катедра за породиљство, стерилитет и вештачко осемењавање
- Катедра за хирургију, ортопедију и офталмологију
- Катедра за радиологију и радијациону хигијену
- Катедра за заразне болести животиња и болести пчела
- Катедра за хигијену и технологију намирница анималног порекла
- Катедра за судску ветеринарску медицину и законске прописе

## Декани
Декани овог факултета од оснивања 1936. године су:
- Живојин Ђорђевић (1936—1937)
- Рихард Буријан (1937—1938)
- Добра Тодоровић (1938—1939)
- Миле Рајчевић (1939—1940)
- Илија Ђуричић (1940—1941, 1945—1947, 1948—1949)
- Антоније Вуковић (1941—1943)
- Драгољуб Јовановић (в. д. 1944—1945)
- Чедомир Симић (1947—1948)
- Тихомир Савић (1949—1951)
- Јован Димић (1951—1953)
- Марко Радојчевић (1953—1955)
- Урош Братановић (1955—1957)
- Милован Јовановић (1957—1959)
- Јован Глигоријевић (1959—1962)
- Исидор Савић (1962—1964)
- Златибор Петровић (1964—1967)
- Србислав Стаматовић (1967—1969)
- Радослав Турубатовић (1969—1971)
- Љубомир Козић (1971—1973)
- Симеун Прибичевић (1973—1975)
- Бранислава Ђукић (1975—1977)
- Бранислав Димитријевић (1977—1979)
- Рајко Андрић (1979—1981)
- Немања Шевковић (1981—1987)
- Богосав Солдатовић (1987—1989, в. д. од 1989)
- Божидар Марковић (1991—1996)
- Данило Вицковић (1996—2000)
- Милијана Кнежевић (2000—2004)
- Велибор Стојић (2004—2012)
- Владо Теодоровић (2012—2020)
- Милорад Мириловић (2020—данас)

## Галерија
- Улаз на факултет
- Улаз на факултет
- Поглед на факултет из правца Аутокоманде
- Зграда факултета
- Факултет ветеринарске медицине